# John Fordham
John Fordham (morto em 1425) foi um clérigo católico inglês que serviu como bispo de Durham e de Ely até sua morte.
Foi guardião do selo privado do Príncipe Ricardo de 1376 a 1377 e Deão de Wells antes de ser nomeado Guardião do Selo Privado em junho de 1377. Ocupou esse cargo até dezembro de 1381.
Foi nomeado para Durham em 9 de setembro de 1381 e consagrado em 5 de janeiro de 1382, em Lambeth, por Thomas Brentingham, Bispo de Exeter, assistido por Thomas de Brintone, OSB, Bispo de Rochester, e John Swaffham, O. Carm., Bispo de Bangor. Foi transferido para Ely em 3 de abril (ou 13 de julho) de 1388.
Também serviu brevemente como Grande Lorde Tesoureiro em 1386.
Fordham morreu em 19 de novembro de 1425. Seus executores, listados em 1430, foram Robert Wetheryngsete, John Bernard, William Derby, Thomas Reynald e Robert Crowe.